# USS Galena (1862)
Броненосец «Галена» (англ. Galena) — небольшой броненосный корвет с деревянным корпусом, построенный для флота США в начале Гражданской войны в Америке. Была одним из трёх первых броненосцев американского флота. Имела оригинальной конструкции бронирование, оказавшееся неудачным; в боях на реке Джеймс броненосец был сильно поврежден батареями южан. После этого «Галена» была перестроена в неброненосный корвет и служила до 1865 года. Списана в 1872 году.

## История
В 1861 году, правительство США, обеспокоенное сведениями о перестройке южанами винтового фрегата «Мерримак» в броненосец «Вирджиния», распорядилось о постройке собственных броненосных кораблей, способных противостоять в бою конфедеративным броненосцам. 7 августа 1861 года была учреждена специальная комиссия по вопросу броненосного кораблестроения, призванная разработать проекты будущих броненосцев.
Ещё до этого, американский промышленник и судостроитель Корнелиус Бушнелл предложил американскому флоту собственный проект 800-тонного броненосного корвета. Бушнелл уже имевший хорошую репутацию у флота США, рассчитывал получить контракт на постройку одного из новых броненосных кораблей, и не ошибся. Ещё до того как сенат проголосовал за выделение средств на постройку броненосцев, киль нового корабля был заложен на верфи в Коннектикуте.
Однако, комиссия по броненосцам была не вполне убеждена расчетами Бушнелла и потребовала от него гарантий, что броненосный корвет его проекта будет достаточно остойчив и мореходен при предполагаемом весе брони. Так как Бушнелл сам не был морским инженером, он обратился за консультацией к Джону Эрикссону. Во время одной из их встреч, Бушнелл ознакомился с собственным проектом Эрикссона — будущим USS Monitor — и был настолько впечатлен идеей низкобортного башенного броненосца, что помог инженеру представить проект флоту. В итоге, первая программа броненосного кораблестроения США включала три корабля; большой броненосный фрегат USS New Ironsides, низкобортный башенный USS Monitor и небольшой броненосный корвет Бушнелла, названный USS «Галена».

## Конструкция
По конструкции, «Галена» представляла собой небольшой корвет с деревянным корпусом, обшитым железной броней; её полное водоизмещение составляло 950 тонн. Длина её была равна 54,9 метра (между перпендикулярами), ширина — 11 метров, и осадка — 3,4 метра. Корпус её имел сильный завал бортов внутрь в верхней части, что придавало ему округлые очертания.

### Вооружение

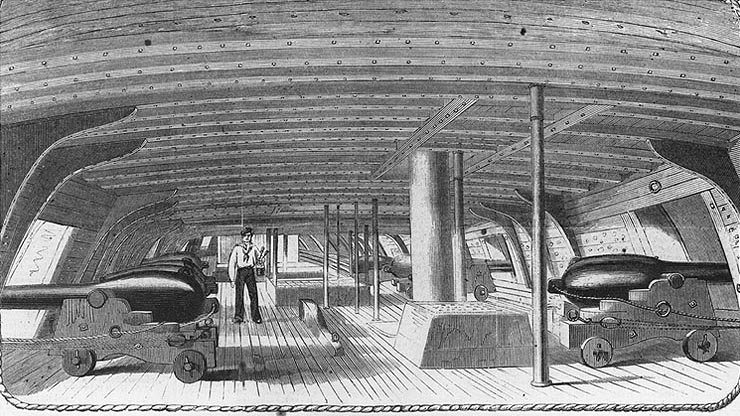
Орудийная палуба «Галены» в 1862

Основное вооружение «Галены» состояло из четырёх 229-миллиметровых гладкоствольных дульнозарядных орудий Дальгрена и двух 100-фунтовых (калибром 164-мм) нарезных дульнозарядных орудий Паррота. Гладкоствольные пушки Дальгрена располагались по длине батареи, на каждый борт стреляло не более двух; они стреляли ядром весом 41 килограмм или разрывной бомбой на дистанцию до 3150 метров. Большой завал бортов в верхней части корпуса «Галены» делал орудийные порты наклонными и позволял придавать орудиям большой угол возвышения.
Нарезные орудия Пэррота располагались на поворотных установках в носу и корме, и предназначались для ведения погонного и ретирадного огня. Они стреляли 36-килограммовым или 45-килограммовым разрывным снарядом на дистанцию до 7100 метров. В целом, арсенал «Галены» был более приспособлен к ведению боя с деревянными кораблями, чем с броненосцами, и не включал орудий, действительно способных пробивать броню.

### Броневая защита
Необычной деталью «Галены» было её бронирование, покрывавшее весь надводный борт корабля. Броня «Галены» состояла из расположенных горизонтально кованых железных полос, перекрывающихся краями; нижний край верхней полосы перекрывал верхний край нижней, подобно черепице, и был оснащен выступами, входившими в пазы нижних полос. Наклон борта, достигавший 45 градусов, усиливал эффективность броневой защиты.
Исходный проект предусматривал сплошное бронирование толщиной 64 миллиметра, положенное на слой каучука в 32 миллиметра и опирающееся на деревянный борт корабля. Однако, резиновую подкладку под броней сочли неэффективной и заменили мягкими железными листами толщиной в 16 миллиметров. Вес конструкции увеличился; чтобы сохранить приемлемую остойчивость, толщину броневых полос выше орудийных портов сократили до 52 миллиметров.
В результате, от ватерлинии и до орудийных портов, корпус «Галены» был защищен 64 миллиметровыми полосами на 16 миллиметровой железной подкладке; выше орудийных портов и до верхней палубы, толщина брони уменьшалась до 52 миллиметров на 16 миллиметровой подкладке. По некоторым данным, в оконечностях толщина бронирования была уменьшена до 16 миллиметров.
На практике, броня «Галены» продемонстрировала себя малоэффективной; хотя она удовлетворительно выдерживала единичные удары, сотрясения от попаданий снарядов приводили к сильным ударам верхних броневых полос о края нижних, и полосы трескались и разламывались. Последующие попадания легко пробивали броневые плиты. В боях, броня «Галены» продемонстрировала неспособность противостоять снарядам тяжелых морских орудий.

### Силовая установка
«Галена» была оснащена одноцилиндровой горизонтальной паровой машиной конструкции Эрикссона, с качающимися рычагами; этот тип парового двигателя был очень компактен, но сложен в эксплуатации и не получил широкого распространения. Полная мощность составляла 800 лошадиных сил; два котла давали достаточно пару, чтобы «Галена» развивала скорость в 8 узлов под парами. В качестве вспомогательного движителя на дальних переходах, могли использоваться паруса; на пробе, под парусами «Галена» развивала 7-8 узлов.

## Служба

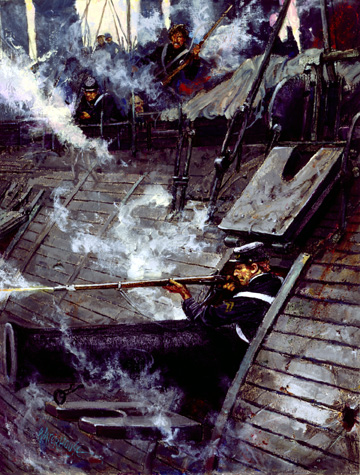
«Галена» в сражении при Дрюрис-Блафф

Спущенная на воду 14 февраля 1862 года, «Галена» вступила в состав флота 21 апреля. Её первое плавание от места постройки к Хэмптон-Роудс не обошлось без происшествий; силовая установка корабля несколько раз ломалась, кроме того, моряки отметили что «Галену» сильно качало даже при относительно спокойном море. Сразу же после прибытия, корабль был включен в состав Североатлантической Блокадной Эскадры; капитан «Галены» распорядился немедленно демонтировать её такелаж, и прикрыть выступающие изнутри головки крепежных болтов железными листами, так как опасался, что при ударах снарядов в броню, головки болтов будут отскакивать внутрь корпуса.
4-7 мая, когда конфедеративный броненосец «Вирджиния» вновь выдвинулся к Хэмптон-Роудс, «Галена» вместе с другими кораблями эскадры изготовилась к сражению; однако, «Вирджиния» отступила без боя. 8 мая, «Галена» вместе с двумя деревянными пароходами вошла в устье реки Джеймс, для поддержки действующих на Вирджинском Полуострове войск северян. «Галена» заставила замолчать немногочисленные конфедеративные батареи, прикрывавшие устье реки, но при попытке подняться выше, села на мель. Броненосец не получил повреждений, но потребовалось более суток, чтобы снять его с грунта; за это время, другие корабли северян — «Монитор» и броненосный куттер таможенной службы «Нагатук», присоединились к «Галене».

### Сражение при Дрюис-Блафф

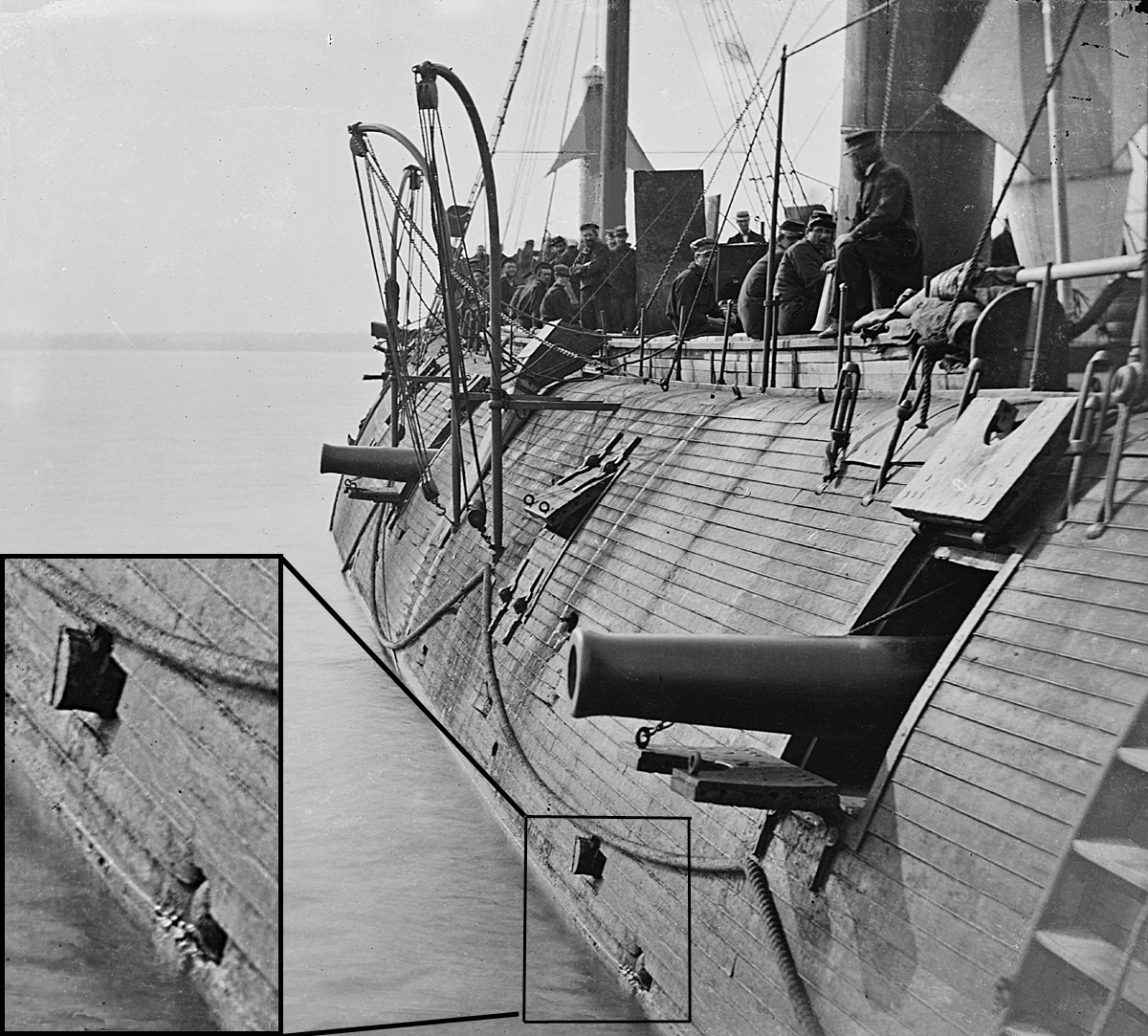
Пробоины в броне «Галены» после боев на реке Джеймс

15 мая 1862 года, «Галена» возглавила эскадру броненосных кораблей и канонерок под командованием коммодора Джона Роджерса, направленную вверх по реке Джеймс. Их целью было подавить укрепления конфедератов на излучине реки Джеймс, в местечке Дрюрис-Блафф, располагавшемся всего в 13 километрах от Ричмонда. Если бы береговые укрепления были подавлены, путь на Ричмонд по реке был бы открыт, и столица Конфедерации оказалась бы под угрозой немедленного захвата. Понимая уязвимость реки Джеймс, конфедераты установили в реке заграждения, и расположили на 27-метровой высоты утесе мощную батарею, известную, как Форт Дарлинг.
Подойдя к укреплениям, «Галена» встала на якорь примерно в 550 метрах от батарей южан, и открыла по ним огонь. Конфедераты ответили, и завязалась ожесточенная перестрелка. Другие федеральные корабли также пытались принять участие в сражении, но по разным причинам не смогли сделать этого. «Монитор» пытался атаковать батареи, но оказалось, что его орудия имеют слишком ограниченный угол возвышения, чтобы обстреливать высоко расположенные позиции конфедератов. Броненосный таможенный куттер «Нагатук» имел ту же проблему; кроме того, его единственное тяжелое орудие треснуло после нескольких залпов. Тем не менее, этот маленький кораблик не отступил, продолжая вести огонь из оставшихся легких орудий.
Основная тяжесть сражения выпала в результате на «Галену», которая, после трехчасовой перестрелки, была вынуждена отступить, почти истощив весь свой боезапас и понеся ощутимые потери. Её броня из перекрывающихся полос оказалась неэффективной защитой; перекрывающиеся края полос от ударов трескались и ломались. За время боя, «Галена» получила 44 попадания, из которых 13 пробили её броню. Тринадцать моряков броненосца были убиты и ещё одиннадцать пострадали. Собственный же огонь «Галены» был неэффективен, и южане потеряли только семь человек убитыми и восемь были ранены.
После этого сражения, «Галена» осталась в реке Джеймс, поддерживая федеральные войска. C 30 июня, после безрезультатной битвы за Глендэйле, «Галена» и поддерживающие её канонерские лодки федералистов прикрывала огнём отступление федеральной армии. До сентября 1862 года, она патрулировала реку, защищая коммуникации северян от нападений конфедератов, после чего была отозвана в Ньюпорт-Ньюс.

### Модернизация

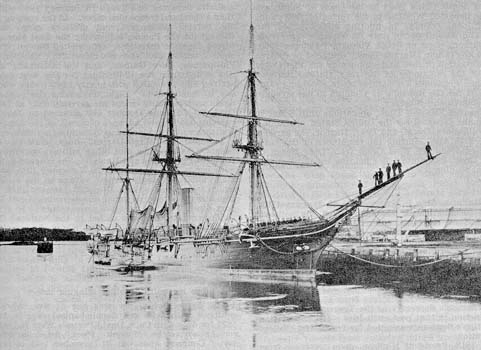
«Галена» после снятия бронирования.

Разочарованные слабостью брони «Галены», адмиралы северян сочли её в роли броненосца неэффективной и настояли на капитальной модернизации корабля. Так как резерва для усиления бронирования не имелось, было решено перестроить её в неброненосный корвет. 19 мая 1863 года, «Галена» была поставлена на верфь в Филадельфии для модернизации.
Большая часть неэффективной брони «Галены» была демонтирована, за исключением короткого пояса около машины и котлов. За счет высвободившегося веса, было усилено её вооружение; теперь оно состояло из восьми 229-мм гладкоствольных дульнозарядных орудий Дальгрена и одной 100-фунтовой нарезной дульнозарядной пушки Пэррота.
«Галена» вернулась в строй 15 февраля 1864 года. Она была направлена для службы в Мексиканском Заливе; однако, прежде чем она успела прибыть к месту службы, внезапное смещение льда заперло «Галену» в порту Ньюкасл, штат Делавэр. Высвободившись, «Галена» была вынуждена вернуться в Норфолк для ремонта, после чего была направлена в Пенсаколу для службы в блокадном эскадроне у порта Мобил.

### Сражение в заливе Мобил
В ходе битвы за залив Мобил, «Галена» оперировала в составе федеральной эскадры под командованием Дэвида Фаррагута. Она была включена в состав основной колонны деревянных неброненосных кораблей. Для улучшения живучести и сохранения подвижности под огнём фортов, деревянные корабли были снайтованы бок-о-бок; в случае, если один корабль в паре терял ход, другой мог вытащить его из-под огня.
В пару «Галене» достался винтовой шлюп «Онеида»; эти корабли замыкали колонну федерального флота во время прорыва мимо прикрывавших вход в залив фортов конфедератов. Идея соединить корабли попарно сослужила им хорошую службу; конфедеративный огонь пробил котел на «Онеиде», и «Галена» была вынуждена буксировать её самостоятельно. Прорываясь, корабли были атакованы с близкой дистанции броненосцем конфедератов CSS «Tennessee», но тот был отогнан федеральным монитором «Виннебаго». В дальнейшем, «Галена» поддерживала действия против форта Морган, прежде чем была отозвана в Портсмут для ремонта.
«Галена» была выведена в резерв в Портсмуте, 17 июня 1865 года. В 1869 году она была кратковременно вновь укомплектована для перехода в Хэмптон-Роудс, но прослужив лишь несколько месяцев, вновь была помещена в резерв. Осмотр корпуса в 1870 году выявил, что конструкции сильно изношены, и в 1872 году «Галена» была разобрана на лом.

## Оценка проекта
Одна из трех первых броненосцев флота Соединенных Штатов, «Галена» в итоге оказалась единственным неудачным из них. Построенная в попытке исследовать концепцию небольшого броненосного корабля, она была рассчитана на минимально достаточный уровень бронирования — и не имела значимых резервов к его улучшению.
Главным недостатком этого маленького корабля была его неправильно сконструированная броня. Перекрывающиеся железные полосы на практике оказались совершенно неработоспособны; удары снарядов с силой перекрывающиеся края полос друг в друга, что приводило к растрескиванию и излому полос. Теоретически, наклонные борта «Галены» должны были увеличивать рикошет снарядов, тем самым усиливая броневую защиту, но в единственном бою, в котором «Галена» приняла участие как броненосец, она подвергалась огню, направленному сверху вниз, так что снаряды ударяли в её наклонные борта под почти прямым углом.
В целом, «Галена» была более ориентирована для боя с деревянными кораблями в открытом море, чем для сражений с броненосцами противника. Её неудача была во многом вызвана нерациональным применением этого корабля для ведения боя в узкой реке, против мощных береговых батарей.